# Franco López
Franco Alexis López (Isidro Casanova, Buenos Aires, Argentina; 1 de abril de 1998) es un futbolista argentino. Juega como delantero.

## Trayectoria

### River Plate
En febrero de 2015, con la sexta división disputó la Al Kass Cup en Catar, donde River Plate finalizó quinto. En dicho torneo, le marcó un gol a AC Milan y dos al Real Madrid. Hizo su debut con 17 años en la victoria de su equipo por 2-0 frente a Liniers (BB) por los 32avos de la Copa Argentina 2015, ingresando a los 25 minutos del tiempo complementario en lugar de Leonardo Pisculichi.

### Argentinos Juniors
En julio de 2018, llegó en condición de libre al club Argentinos Juniors.

## Estadísticas

### Clubes
- Actualizado hasta el 9 de septiembre de 2018.

| River Plate Argentina | 1.ª                 | 2015                | 1 | 0 | 1 | 0 | 0 | 0 | 2 | 0 |
| River Plate Argentina | 1.ª                 | 2016                | 0 | 0 | - | - | 0 | 0 | 0 | 0 |
| River Plate Argentina | 1.ª                 | 2016-17             | 1 | 0 | 0 | 0 | 0 | 0 | 1 | 0 |
| River Plate Argentina | 1.ª                 | 2017-18             | 0 | 0 | 0 | 0 | 0 | 0 | 0 | 0 |
| River Plate Argentina | Total               | Total               | 2 | 0 | 1 | 0 | 0 | 0 | 3 | 0 |
| Argentinos Juniors Argentina | 1.ª                 | 2018-19             | 0 | 0 | 1 | 0 | - | - | 1 | 0 |
| Argentinos Juniors Argentina | Total               | Total               | 0 | 0 | 1 | 0 | 0 | 0 | 1 | 0 |
| Los Andes Argentina | 3.ª                 | 2019-20             | 0 | 0 | 0 | 0 | - | - | 0 | 0 |
| Los Andes Argentina | Total               | Total               | 0 | 0 | 0 | 0 | 0 | 0 | 0 | 0 |
| Total en su carrera | Total en su carrera | Total en su carrera | 2 | 0 | 2 | 0 | 0 | 0 | 4 | 0 |
| (1) Las copas nacionales se refiere a la Copa Argentina. (2) Las copas internacionales se refiere a la Copa Sudamericana. (3) No incluye datos de partidos amistosos ni categorías inferiores. |                     |                     |   |   |   |   |   |   |   |   |

## Palmarés

### Campeonatos nacionales
| Título         | Club        | Sede      | Año     |
| -------------- | ----------- | --------- | ------- |
| Copa Argentina | River Plate | Argentina | 2015-16 |